# Campionati europei di ciclismo su pista 2019 - Scratch maschile
La scratch maschile ai Campionati europei di ciclismo su pista 2019 si è svolta il 17 ottobre 2019 presso il velodromo Omnisport di Apeldoorn, nei Paesi Bassi.

## Podio
| Pos.    | Atleta             | Nazionalità |
| ------- | ------------------ | ----------- |
| Oro     | Sebastián Mora     | Spagna      |
| Argento | Christos Volikakis | Grecia      |
| Bronzo  | Wim Stroetinga     | Paesi Bassi |

## Risultati
60 giri (15 km).
| Posizione | Atleta                | Nazione       | Gap in giri |
| --------- | --------------------- | ------------- | ----------- |
| 1         | Sebastián Mora        | Spagna        |             |
| 2         | Christos Volikakis    | Grecia        |             |
| 3         | Wim Stroetinga        | Paesi Bassi   |             |
| 4         | Jaŭheni Karalëk       | Bielorussia   |             |
| 5         | Matthew Walls         | Gran Bretagna |             |
| 6         | Bryan Coquard         | Francia       |             |
| 7         | Simone Consonni       | Italia        |             |
| 8         | Filip Prokopyszyn     | Polonia       |             |
| 9         | Maximilian Beyer      | Germania      |             |
| 10        | Fabio Van den Bossche | Belgio        |             |
| 11        | Felix English         | Irlanda       |             |
| 12        | Stefan Mastaller      | Austria       |             |
| 13        | Lukas Rüegg           | Svizzera      |             |
| 14        | Vitalij Hryniv        | Ucraina       |             |
| 15        | Matias Malmberg       | Danimarca     |             |
| 16        | Krisztian Lovassy     | Ungheria      |             |
| 17        | Edgar Stepanyan       | Armenia       |             |
| 18        | Sergej Rostovcev      | Russia        |             |
| —         | Iúri Leitão           | Portogallo    | DNF         |
| —         | Daniel Babor          | Rep. Ceca     | DNF         |
| —         | Vitalijs Korņilovs    | Lettonia      | DNF         |
| —         | Martin Chren          | Slovacchia    | DNF         |
| —         | Daniel Crista         | Romania       | DNF         |